# ブラッド・ファーマン
ブラッド・ファーマン（Brad Furman）は、アメリカ合衆国の映画監督。

## 経歴
ペンシルベニア州フィラデルフィア出身。バスケットボール選手になることを夢見てエモリー大学に進学するが、そこで受講した映画の授業に刺激を受けてニューヨーク大学へ転校する。1998年から2001年まで、ジュリア・ロバーツの助手を務めた。
2002年、短編映画『Fast Forward』を監督する。2007年、『ハード・クライム』で長編映画監督デビューを果たす。2011年、マシュー・マコノヒー主演のスリラー映画『リンカーン弁護士』を監督する。2016年には、ブライアン・クランストン主演の『潜入者』を監督した。

## フィルモグラフィー

### 長編映画
- ハード・クライム The Take （2007年）
- リンカーン弁護士 The Lincoln Lawyer （2011年）
- ランナーランナー Runner Runner （2013年）
- 潜入者 The Infiltrator （2016年）
- L.A.コールドケース City of Lies （2018年）

### 短編映画
- Fast Forward （2002年）
- The Stranger （2003年）
- Unbroken （2003年）

### オリジナルビデオ
- Buried Alive in the Blues （2005年）